# ژولیت برک
دکتر ژولیت برک (به انگلیسی: Dr. Juliet Burke) نام یکی از شخصیت‌های داستانی مجموعه تلویزیونی گمشدگان محصول شبکه ای بی سی آمریکا است. نقش این شخصیت را الیزابت میشل بازی کرده‌است. او یکی از افراد دیگران است. او در فصل سوم به بازماندگان می‌پیوندد. در ضمن بنجامین هم به او علاقه دارد، به طوری که شخص دیگری را که به او علاقه داشت، به یک مأموریت مرگبار فرستاد تا بمیرد.
وی دکتر زایمان بود. او را به جزیره بردند تا دلیل مرگ زنان باردار جزیره را بفهمد. قرار بود ژولیت پس از چند ماه آنجا را ترک کند و به پیش خواهرش که با تلاش‌های او بالاخره باردار شده بود برود، اما بن نگذاشت که ژولیت جزیره را ترک کند و ژولیت هرگز خواهرزاده خود را ندید.
ژولیت و جیمز همدیگر را دوست داشتند و می‌خواستند با هم ازدواج کنند. اما ژولیت به خاطر نقشه دنیل فاردی که باعث می‌شد همه از شر جزیره خلاص شوند جان خود را از دست داد.